# Asparagus coodei
Asparagus coodei är en sparrisväxtart som beskrevs av Peter Hadland Davis. Asparagus coodei ingår i släktet sparrisar, och familjen sparrisväxter. Inga underarter finns listade i Catalogue of Life.